# Dzwonkówka torfiasta
Dzwonkówka torfiasta (Entoloma sphagnorum (Romagn. & J. Favre) Bon & Courtec.) – gatunek grzybów z rodziny dzwonkówkowatych (Entolomataceae).

## Systematyka i nazewnictwo
Pozycja w klasyfikacji według Index Fungorum: Entoloma, Entolomataceae, Agaricales, Agaricomycetidae, Agaricomycetes, Agaricomycotina, Basidiomycota, Fungi.
Po raz pierwszy opisali go w 1938 r. Henri Charles Louis Romagnesi i Jules Favre, nadając mu nazwę Rhodophyllus sphagnorum (bazonim). W 1987 r. Marcel Bon i Régis Courtecuisse przenieśli go do rodzaju Entoloma. Nazwa polska została nadana przez Polskie Towarzystwo Mykologiczne.

## Morfologia
Kapelusz
Średnica 15–22 mm, półkulisty, następnie wypukły z centralnym zagłębieniem, z zagiętym brzegiem, słabo higrofaniczny, młode okazy nie prześwitujące, starsze czasami wyraźnie prążkowane. Powierzchnia czerwonobrązowa lub czerwonożółta, ciemniejsza w środku, w stanie suchym jaśniejsza, drobno spękana do włókienkowatej, prawie naga.
Blaszki
Od 12 do 25 z blaszeczkami (l = 1-3), średnio gęste, często nieco grube, przyrośnięte i zbiegające ząbkiem lub wykrojone, kremowe, następnie brudnoróżowobrązowe. Krawędzie strzępiaste, ciemnobrązowe.
Trzon
Wysokość 20–90 mm, grubość 1–4 mm, cylindryczny, czasami z poszerzoną podstawą, czerwonobrązowy, nieco bledszy niż środek kapelusza lub z szarym odcieniem, wierzchołek nieznacznie oprószony, w dół gładki, błyszczący, podstawa biało owłosiona.
Miąższ
Cienki, kruchy, w korze kapelusza jasnobrązowy, w korze trzonu szarobrązowy, bez zapachu, o smaku łagodnyu lub lekko gorzkim do prawie zjełczałego.
Cechy mikroskopowe
Podstawki 4-zarodnikowe, bez sprzążek. Zarodniki 10–13 × 7–9 µm, Qav = 1,4, w widoku z boku 6–9-kątne. Cheilocystydy 30–90 × 5–15 µm, cylindryczne do smukłych, z brązowym, wewnątrzkomórkowym pigmentem. Skórka kapelusza typu cutis z przejściami do trichodermy na brzegu i prawdziwą trichodermą w środku, złożona z elementów o rozszerzonych końcach 20–70 × 10–25 µm. W strzępkach skórki kapelusza jest wewnątrzkomórkowy pigment. Sprzążek brak.

## Występowanie i siedlisko
Występuje w Europie, w tym w Polsce. Znajduje się na liście gatunków podlegających ochronie częściowej.